# Javastraat 18-24
De twee dubbele woningen aan de Javastraat 18-24 zijn een gemeentelijk monument aan de Javastraat in Baarn in de provincie Utrecht.
De woningen werden gebouwd in opdracht van Peter Wilhelm Janssen, de bewoner van landhuis Canton. Gezien de kleinere afmetingen waren ze bedoeld voor iets lager personeel dan de bewoners van de Javastraat 2 en de Javastraat 4-6. De ingangen van het linker pand met nummer 22 en 24 bevinden zich aan de achterzijde, dat van nummer 18 en 20 aan de voorzijde.